# DJ Whoo Kid
DJ Whoo Kid (* 6. Oktober 1971 in Brooklyn als Yves Mondesire) ist der DJ der G Unit und nennt sich selbst auch Mixtape King.

## Karriere
Yves Mondesire wurde als Sohn haitianischer Eltern geboren, die in Queens lebten. Am 15. Januar 2004 gewann DJ Whoo Kid als bester Mixtape-DJ die Justo Faison’s Eighth Annual Mixtape Awards.

## Streitigkeiten
DJ Whoo Kid hat einen Streit mit den Nu Jerzey Devil und The Black Wall Street Records sowie deren Gründer Game. Whoo Kid disste Game in einer Sendung des Radiosenders Hot 97. Als Antwort darauf disste The Game mit einem fünfzehnminütigen Track (300 Bars and Runnin') zurück, indem er sagte:

„Ich sagte zu Funk Flex: 'Wenn ich den Nigger Whoo Kid zu fassen bekomme, dann werden wir mal sehen, ob er mit geprellten Rippen den DJ machen kann'“

Whoo Kid reagierte auf den Diss mit Stop Hatin' Stop Bitchin von dem Mixtape POW! Radio Volume 2. DJ Whoo Kid hatte zudem auch eine Auseinandersetzung mit DJ Green Lantern, der auch Streit mit 50 Cent hat.

## Diskografie

### Solokarriere
- 2003: Hood Radio, Vol. 1

### Mixtapes
Mixtapes, die DJ Whoo Kid für andere Rapper oder Hip-Hop-Gruppen erstellt hat.

#### 50 Cent
- 2002: 50 Cent Is the Future
- 2002: No Mercy, No Fear
- 2002: God's Plan

#### Young Buck
- 2004: The Sopranos
- 2004: Welcome to the Hood
- 2006: Chronic 2006
- 2007: Get Buck: The Official Mixtape
- 2007: Mr Ten-A-Key Product of the South
- 2015: Before the Beast
- 2015: 10 Bricks
- 2015: 10 Pints
- 2015: Before the Beast
- 2016: 10 Bodies (mit DJ Drama)

#### Lloyd Banks
- 2003: Money in the Bank
- 2003: Mo Money in the Bank Pt 2
- 2005: Mo Money in the Bank Pt 3 Cashing In
- 2006: Mo Money in the Bank Pt 4 Gang Green Season Starts Now
- 2006: Mo Money in the Bank Pt 5 The Final Chapter Gang Green Season Continues
- 2008: 5 and Better Series 1 Return of the PLK
- 2008: 5 and Better Series 2 Halloween Havoc
- 2009: 5 and Better Series 3 The Cold Corner
- 2009: 5 and Better Series 4 04-30-09 Happy Birthday
- 2009: 5 and Better Series 5 V5

#### G Unit

##### G Unit Radio mixtape series
- 2003: Smokin' Day 2 (G Unit Radio Part 1)
- 2003: International Ballers (G Unit Radio Part 2)
- 2003: Takin' It to the Streets (G Unit Radio Part 3)
- 2003: No Peace Talks! (G Unit Radio Part 4)
- 2004: All Eyez on Us (G Unit Radio Part 5)
- 2004: Motion Picture Shit (G Unit Radio Part 6)
- 2004: King of New York (G Unit Radio Part 7)
- 2004: The Fifth Element (G Unit Radio Part 8)
- 2005: G-Unit City (G Unit Radio Part 9)
- 2005: 2050 Before the Massacre (G Unit Radio Part 10)
- 2005: Raw-n-Uncut (G Unit Radio Part 11)
- 2005: So Seductive (G Unit Radio Part 12)
- 2005: The Return of the Mixtape Millionaire (G Unit Radio Part 13)
- 2005: Back to Business (G Unit Radio Part 14)
- 2005: Are You a Window Shopper? (G Unit Radio Part 15)
- 2006: Crucified 4 da Hood (G Unit Radio Part 16)
- 2006: Best in the Bizness (G Unit Radio Part 17)
- 2006: Rags to Riches (G Unit Radio Part 18)
- 2006: Rep Yo Click (G Unit Radio Part 19)
- 2006: Best in the Bizness 2 (G Unit Radio Part 20)
- 2006: Hate It or Love It (G Unit Radio Part 21)
- 2006: Hip Hop Is Dead - Verse 2 (G Unit Radio Part 22)
- 2007: Finally off Papers (G Unit Radio Part 23)
- 2007: The Clean Up Man (G Unit Radio Part 24)
- 2007: Sabrina’s Baby Boy (G Unit Radio Part 25)
- 2008: Return of the Body Snatchers (This is 50 Volume 1)
  - Downloads weltweit: 400.000[4]
- 2008: The Elefant in the Sand (This is 50 Volume 2)
  - Downloads weltweit: 600.000[5]

##### G Unit Radio West
- 2005: LA American Wasteland (G Unit Radio West Volume 1)

##### Weitere
- 2003: Automatic Gunfire

#### Mobb Deep
- 2004: The New Mobb Deep (erstellt von DJ Whoo Kid & The Alchemist)

#### Mazaradi FOX
- 2007: Fresh Out da Body Shop (erstellt von DJ Whoo Kid, 50 Cent & Mazaradi FOX)

#### Obie Trice
- 2006: Bar Shots
- 2007: The Most Under Rated

#### Tech N9ne
- 2010: Bad Season